# Trường An, Tây An
Trường An (tiếng Trung phồn thể: 長安區, tiếng Trung giản thể: 长安区, Hán Việt: Trường An khu) là một quận thuộc địa cấp thị Tây An, tỉnh Thiểm Tây, Trung Quốc. Quận này có diện tích 1.594 km², dân số năm 2020 là 1.045.300 người, mã quận là 610116, mã bưu chính là 710100. Quận Trường An được chia thành 25 nhai đạo. Mã huyện Trường An trước đây là 610121. Chính quyền quận đóng ở Thư Viên Môn thuộc nhai đạo Vi Khúc.
Quận Trường An nằm tại miền trung bình nguyên Quan Trung, ở phía nam địa cấp thị Tây An. Phía bắc tiếp giáp quận Nhạn Tháp, các quận Tần Đô, Vị Thành (đều thuộc địa cấp thị Hàm Dương), phía nam tiếp giáp huyện Tạc Thủy (địa cấp thị Thương Lạc), huyện Ninh Thiểm (địa cấp thị An Khang), phía tây tiếp giáp quận Hộ Ấp, phía đông tiếp giáp huyện Lam Điền, cùng ba phía đông, nam, tây tạo thành khu trung tâm của địa cấp thị Tây An. Địa thế cao ở phía đông nam và thấp ở phía tây bắc. Chiều dài theo chiều nam-bắc khoảng 55 km, chiều rộng theo chiều đông-tây khoảng 52 km.